# Т-90
T-90 је руски главни борбени тенк треће генерације, настао даљим развојем старијег Т-72. На почетку 3. деценије 21. века тренутно траје процес његове модернизација на ниво Т-90М "Прорыв -3.
Користи га још и војске Индије, Алжира, Азербејџана, Туркменије и Уганде, а у најави су продаје и другим државама.

## Производња и историја употребе
Т-90 са мотором од 810 коњских снага су уведени у малосеријску производњу 1993. године, базирани на прототипу означеним као Т-72БУ. Т-90 је развијен у Руском пројектантском бироу Картсев-Вендиктов фабрике Уралвагонзавод у Нижњем Тагилу. Т-90 је опремљен експлозивно-реактивним оклопом (ЕРО) новије генерације Контакт-5 који је постављен по куполи и телу тенка. Две варијанте, Т-90Е и Т-90С су намењене за извоз.
До септембра 1995. године, произведено је око 107 тенкова Т-90, који су предати на коришћење Руској војсци, распоређени у Сибирску војну област.
Године 1999. појављује се нова верзија тенка, на којој је уграђена потпуно варена купола са експерименталног тенка Објекат 187 уместо оригиналне куполе Т-90. Овај модел је назван Т-90 „Владимир“ у част главног пројектанта Владимира Поткина који је преминуо 1999. Непознати су ефекти ове модификације на побољшање заштите тенка као и где је побољшан оклоп тела тенка.
Тренутно највећи број тенкова Т-90 копнених снага Руске војске се налази у 5. гардијској тенковској дивизији, која се налази у Сибирској војној области, док се седам тенкова Т-90 налази у наоружању морнаричке пешадије. За разлику од Т-72 тенк Т-90 се у Руским оружаним снагама сматра перспективним због чега је одлучено да се модернизује.

### Употреба у Индији
Т-90С је у активну употребу у Индијској војсци ушао 2001. године, када је од Русије купљено 310 тенкова Т-90С, од којих је 120 потпуно састављених, 90 полусастављених и 100 у деловима, који су по испоруци склапани у Индији. Очекује се испорука још 340 тенкова из Русије, док ће око 1000 тенкова Т-90С „Бхишма“ бити произведено у Индији по руској лиценци. Тенкови Т-90С Индијске војске произведени су у фабрици Уралвагонзавод са уграђеним побољшаним моторима од 1000 коњских снага које је произвела фабрика трактора у Чељабинску.
Индијска војска је изабрала Т-90 зато што представља дериват тенка Т-72, који је већ био у употреби Индијске војске, чиме се знатно уштедело на обуци посада и одржавању тенкова. Набавку Т-90 су поткрепили проблеми са производњом новог индијског главног борбеног тенка Арјун, као и опремање Пакистанске војске тенковима Т-80У из Украјине 1996-97. године.
Индија има у плану да до 2020. године у свом наоружању има око 1500 тенкова Т-90С.

### Варијанте
- Т-90 - Првобитна верзија.
- Т-90К - Верзија командног тенка.
- Т-90Е - Извозна верзија.
- Т-90А - Верзија за Руску војску са вареном куполом, мотором В-92С2 и ЕССА термовизијским уређајем. Позната такође и под називима Т-90 „Владимир“ или Т-90М.
- Т-90С - Извозна верзија тенка Т-90А
- Т-90СК -Командна верзија тенка Т-90С. Разликује се од Т-90С по комуникационој и навигационој опреми и Аинет систему.
- Т-90С „Бхишма" - Модификовани Т-90с у служби Индијске војске.
- БРЕМ-72 - Тенк за извлачење.
- МТУ-90 - Тенк носач моста.
- ИМР-3 - Борбено инжењеријско возило.
- БМР-3 - Возило за чишћење мина.

### Корисници
- Русија - око 930 тенкова у активној употреби, као и 300 тенкова Т-72 модернизованих на ниво Т-90.
- Индија - 620 тенкова Т-90С „Бхишма“ у активној употреби, још 340 треба да буде испоручено из Русије док ће око 1000 бити произведено у Индији по лиценци.

Као потенцијални купци навде се Саудијска Арабија која треба да купи 150 тенкова Т-90 у пакету са хеликоптерима Ми-17 и Ми-35, као и Венецуела, која планира да замени застареле тенкове.